# 애버데어두더지땃쥐
애버데어두더지땃쥐(Surdisorex norae )는 진무맹장목 땃쥐과에 속하는 포유류의 일종이다. 케냐의 애버데어 산의 토착종이다. 자연 서식지는 열대 기후의 고지대 대나무 숲과 초원이다.